# Erytromycyna
Erytromycyna (łac. erythromycinum) – mieszanina organicznych związków chemicznych, antybiotyków z grupy makrolidów właściwych, wytwarzanych przez promieniowce Saccharopolyspora erythraea, której głównym składnikiem jest erytromycyna A, oraz erytromycyny B i C (nie więcej niż 5% każdej). Hamują syntezę białka poprzez wiązanie z podjednostką 50S rybosomu.
Stosowana jest także w postaci cyklicznego węglanu; w takiej formie ma silniejsze działanie przeciwbakteryjne i dłuższy okres półtrwania.
Erytromycyna jest metabolizowana w wątrobie przez demetylację do formy nieczynnej.

## Działanie
Antybiotyk makrolidowy. Działa silnie bakteriostatycznie na Streptococcus spp.; ponadto m.in. na Listeria monocytogenes, Mycoplasma pneumoniae, Corynebacterium diphtheriae, Legionella pneumophila, Neisseria spp., Ureaplasma urealyticum, Chlamydia spp., Treponema pallidum, niektóre bakterie beztlenowe. Zmienną wrażliwość wykazują szczepy Staphylococcus spp. (w czasie leczenia narasta oporność) oraz Haemophilus influenzae (eradykacja większości szczepów ma miejsce jedynie w obecności dużych stężeń antybiotyku). Nie działa na Pseudomonas aeruginosa i pałeczki Enterobacteriaceae. Wykazuje oporność krzyżową z linkomycyną i klindamycyną. Wchłanianie z przewodu pokarmowego zmniejsza się w obecności pokarmu. Wiązanie z białkami osocza wynosi około 70%. Erytromycyna dobrze przenika do ucha środkowego, migdałków podniebiennych, płynu opłucnowego i otrzewnowego; lek przenika także do komórek fagocytarnych, przez barierę łożyska i do mleka matki. Słabo przenika do płynu mózgowo-rdzeniowego i stawowego. Jest metabolizowana w wątrobie i wydalana głównie w postaci niezmienionej z kałem. Czas półtrwania we krwi wynosi 1–2 h.

## Wskazania
Erytromycyna jest przydatna w leczeniu osób, które wykazują alergię na penicyliny, ponieważ ma podobne (ale nieidentyczne) spektrum działania.
Zakażenia górnych dróg oddechowych (zapalenie migdałków podniebiennych, ropień okołomigdałkowy, zapalenie gardła, krtani, zatok, wtórne zakażenia bakteryjne w przebiegu grypy i przeziębienia). Zakażenia dolnych dróg oddechowych (zapalenie tchawicy, ostre zapalenie oskrzeli, zaostrzenie przewlekłego zapalenia oskrzeli, zapalenie płuc – płatowe, odoskrzelowe i pierwotne atypowe, rozstrzenie oskrzeli, legionelloza). Zakażenia ucha środkowego i ucha zewnętrznego, zapalenie dziąseł, angina Plauta-Vincenta. Zapalenie powiek. Zakażenia skóry i tkanek miękkich (czyraki – w tym mnogie, zapalenie tkanki łącznej, róża). Zakażenia układu pokarmowego (zapalenie pęcherzyka żółciowego, gronkowcowe zapalenie jelita cienkiego i okrężnicy). Profilaktyka zakażeń okołooperacyjnych, wtórnych zakażeń w przebiegu oparzeń, zapalenia wsierdzia u pacjentów poddawanych zabiegom stomatologicznym. Inne zakażenia: zapalenie szpiku, cewki moczowej, rzeżączka, kiła pierwotna, ziarniniak weneryczny pachwin, błonica, płonica.
- u dzieci w zakażeniach wywołanych Mycoplasma pneumoniae i Chlamydia pneumoniae
- zakażenia wywołane przez paciorkowce
- rzeżączka
- kiła wczesna u chorych uczulonych na penicylinę
- błonica
- bakteryjne zapalenie wsierdzia
- choroba legionistów

## Przeciwwskazania
- nadwrażliwość na erytromycynę i inne antybiotyki makrolidowe
- niewydolność wątroby
- przebyta żółtaczka
- ostra porfiria
- nie należy stosować u chorych na kiłę późną

Nie stosować w przebiegu leczenia astemizolem, terfenadyną, cyzapryd, pimozydem, ergotaminą lub dihydroergotaminą.

## Działanie niepożądane
Zaburzenia żołądkowo-jelitowe, zwłaszcza po podaniu dużych dawek (bóle brzucha, nudności, wymioty, biegunka), przemijające zwiększenie aktywności enzymów wątrobowych w surowicy. Rzadko obserwowano żółtaczkę cholestatyczną, niewydolność wątroby, rzekomobłoniaste zapalenie jelita grubego. Sporadycznie występują zaburzenia rytmu serca (częstoskurcz komorowy, arytmie typu torsades de pointes, kołatanie serca), zaburzenia słuchu – zazwyczaj przemijające (szumy uszne, głuchota – zwłaszcza po podaniu dużych dawek lub u pacjentów z niewydolnością nerek). U 0,5% pacjentów obserwowano reakcje nadwrażliwości (pokrzywka, wysypka skórna, rumień wielopostaciowy, martwica toksyczno-rozpływna naskórka, zespół Stevensa-Johnsona, anafilaksja). Bardzo rzadko występuje agranulocytoza, zaburzenia ośrodkowego układu nerwowego i nerek, zapalenie trzustki. Długotrwałe lub powtórne stosowanie erytromycyny może prowadzić do nadkażenia opornymi szczepami bakterii lub grzybów.

## Preparaty
Dostępne w Polsce preparaty proste:
- Aknemycin – maść lub płyn do stosowania na skórę
- Cusi Erythromycin 0,5% – maść do oczu
- Davercin[b] – granulat do sporządzania zawiesiny doustnej, roztwór na skórę, tabletki powlekane lub żel
- Erythromycinum Intravenosum TZF – proszek do sporządzania roztworu do infuzji
- Erythromycinum TZF – tabletki powlekane

Dostępne w Polsce preparaty złożone:
- Zineryt[9] (erytromycyna + octan cynku) – proszek i rozpuszczalnik do sporządzania roztworu do stosowania na skórę
- Aknemycin Plus (erytromycyna + tretynoina) – płyn na skórę
- Isotrexin (erytromycyna + izotretynoina) – żel